# 조선선재
조선선재 주식회사는 경상북도 포항시 남구 괴동로 43 (장흥동)에 본사를 둔 금속 회사이다.

## 역사
2010년 1월 1일 CS홀딩스와 인적분할을 통해 조선선재 주식회사로 신규 설립되었으며, 존속법인인 CS홀딩스는 분할 전 (구). 조선선재에서 CS홀딩스로 상호를 변경하게 되었다.

## 내용주
1. ↑  조선선재온산의 대표이사를 겸하고 있다.